# ليبي موريس
ليبي موريس هي لاعبة سيرك ‏ كندية، ولدت في 1930 في وينيبيغ في كندا.

## وصلات خارجية
- ليبي موريس على موقع IMDb (الإنجليزية)
- ليبي موريس على موقع قاعدة بيانات الفيلم (الإنجليزية)